# Velkookovití
Velkookovití (Hemigaleidae), též velkookatcovití, je čeleď žraloků z řádu žralounů (Carcharhiniformes), jejíž zástupci žijí v mělkých pobřežních vodách Indo-Pacifiku a východního Atlantiku.

## Popis
Jedná se o menší až středně velké žraloky s tělem vřetenovitého tvaru. Velké oválné oči kryje oční blána. Spirakulum je malé. Ocas má předocasní prohlubeniny a na konci horního ocasního laloku se nachází ocasní zářez. Mají dvě velké hřbetní ploutve (zadní hřbetní ploutev dosahuje dvoutřetinové délky té přední), řitní ploutev a pět žaberních štěrbin. Labiální rýhy jsou středně dlouhé. Dorůstají do délky 1,1–2,4 m. Největší zástupce je velkookatec indický (Hemipristis elongata).

## Biologie
Velkoovití jsou živorodí. Embrya získávají živiny ze žloutkového váčku. Zatímco některé druhy se specializují na hlavonožce, jiné jsou potravní generalisté.
Žijí v mělkých vodách do hloubky 100 metrů. Areál výskytu tvoří mělké pobřežní vody tropické oblasti východního Atlantiku a indopacifické oblasti, kde  východní hranici jejich výskytu tvoří střední Pacifik.

## Vztah k lidem
Pro člověka nemají příliš velký hospodářský význam, což je spíše dáno tím, že v místech svého výskytu je početně převyšují modrouni a kladivouni, kteří mají větší ekonomický potenciál. V případě odchytu je maso velkookovitých používáno k lidské spotřebě, ploutve a jaterní olej najde uplatnění na mezinárodních trzích. Člověku nejsou nebezpeční.

## Systematika
Do této čeledi se řadí 8 druhů žraloků ve čtyřech rodech.
- rod Chaenogaleus (Gill, 1862)
  - Chaenogaleus macrostoma (Bleeker, 1852) – velkookatec hákozubý

- rod Hemigaleus (Bleeker, 1852)
  - Hemigaleus australiensis (White, Last & Compagno, 2005)
  - Hemigaleus microstoma (Bleeker, 1852) – velkookatec indomalajský

- rod Hemipristis (Agassiz, 1843)
  - Hemipristis elongatus (Klunzinger, 1871) – velkookatec indický

- rod Paragaleus (Budker, 1935)
  - Paragaleus leucolomatus (Compagno & Smale, 1985) – velkookatec jihoafrický
  - Paragaleus pectoralis (Garman, 1906) – velkookatec žlutoskvrnný
  - Paragaleus randalli(Compagno, Krupp & Carpenter, 1996) – velkookatec arabský
  - Paragaleus tengi (Chen, 1963) – velkookatec japonský